# Lian Pin Koh
Lian Pin Koh (geboren in 1976 in Singapore) is een Singaporees ecoloog.
Koh studeerde eerst af aan de Nationale Universiteit van Singapore en behaalde nadien een doctoraat aan de Princeton-universiteit.
Hij is hoogleraar natuurbehoud en ecologie, en directeur van het Center for Nature-based Climate Solutions aan de Nationale Universiteit van Singapore. Van 2018 tot 2020 werkte hij mee met Conservation International. Maar Koh is wellicht nog het meest bekend als oprichter van ConservationDrones.org, een non-profit organisatie die ijvert voor de toepassing van dronetechnologie bij de studie en het beleid rond natuurbehoud.
Koh schreef uitgebreid in vakbladen als Nature, Science en PNAS. Hij is een veel gevraagd spreker en behaalde allerlei prijzen, onder meer de Young Global Leaders van het WEF in 2013.

## Onderzoek
Koh’s onderzoek betreft de toegepaste ecologie, onder meer de studie van soorten bij co-extinctie en het modelleren van de milieu-effecten van industriële landbouw in de tropen. Zijn onderzoek focust op het ontwikkelen van wetenschappelijk onderbouwde beleidsinstrumenten die sociale behoeften kunnen verzoenen met milieubescherming. Als methodes gebruikt hij veldstudies, experimenten, computersimulaties en -modellen, en nieuwe technologieën.